# Pierre de Langtoft
Pierre de Langtoft, ou Piers Langtoft en anglais, né au XIIIe siècle et mort vers 1307, est un historien et chroniqueur anglo-normand.
Originaire de Langtoft, East Yorkshire, Pierre de Langtoft fut chanoine du prieuré augustinien de Bridlington. Rédigée en dodécasyllabes, sa Chronique relate l’histoire la fondation légendaire de la Grande-Bretagne par Brut jusqu’à la mort d’Édouard Ier en 1307. La première est prise du Roman de Brut de Wace, la seconde de plusieurs sources dont l’Historia Anglorum d’Henri de Huntingdon, mais on s’accorde généralement à penser que la troisième partie est de lui car il y inclut des détails qu’on ne trouve pas ailleurs tels que le destin de Gwenllian ferch Llywelyn, la fille de Llywelyn Ein Llyw Olaf de Galles. Cette chronique violemment anti-écossaise dans son ensemble contient neuf chansons célèbres en anglo-normand et en moyen anglais censées receler les huées de provocation entre soldats anglais et écossais pendant le conflit (en) anglo-écossais de la fin du XIIIe siècle et du début du XIVe siècle.
La dernière partie de cette chronique fut traduite en anglais par Robert de Brunne (en) dès la première moitié du XIVe siècle.

## Œuvre
- Le règne d'Édouard Ier, Éd. critique et commentée de Jean-Claude Thiolier, Créteil, CELIMA, 1989

### Sources
- Jean-Claude Thiolier, Pierre de Langtoft, historiographe d’Édouard Ier Plantagenêt, Créteil, Université de Paris XII, 1990